# Coendou quichua
El puercoespín andino (Coendou quichua) es una especie de roedor de la familia Erethizontidae. 

## Distribución
Se encuentra en los Andes de Ecuador, así como de la Cordillera Oriental en el noreste de Colombia, cerca de San Vicente de Chucurí.

## Taxonomía
A pesar de que es morfológicamente distintivo, a veces ha sido descrito como una subespecie de Coendou bicolor. La especie es poco conocida, pero probablemente es arbórea, nocturna y solitaria como sus parientes.